# Купинский, Пётр Станиславович
Пётр Станиславович Купинский (1838—1923) — русский инженер-архитектор.
Учился в Строительном училище. После окончания училища (в 1859 году) работал в Калужской губернии. В 1864 возвращается в Санкт-Петербург, где вступает в должность архитектора управления домами министерства путей сообщения. Позже был архитектором Российского общества спасания на водах. В 1891 году был произведён в статские советники.

## Проекты и постройки

### Санкт-Петербург

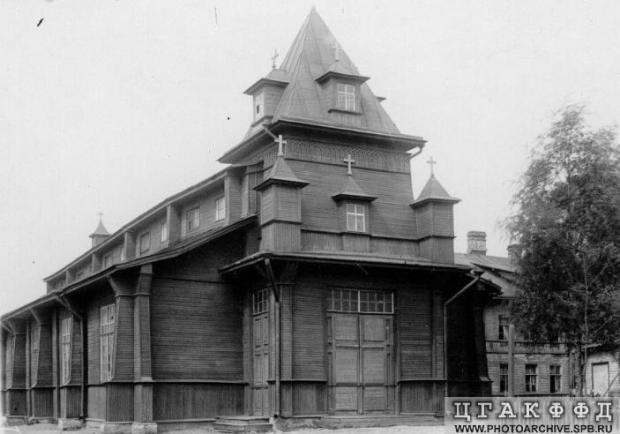
Католический храм Св. Казимира, не сохранился.

- Здание Финляндского вокзала. Площадь Ленина (1868—1870; сохранился фрагмент).
- Доходный дом В. А. Дембицкого (включён существовавший дом). Набережная реки Фонтанки, 32, левая часть — улица Белинского, 1 (1879—1880);
- Главный корпус товарищества Невской ниточной мануфактуры Н. М. Половцовой. Улица Красного Текстильщика, 6 (1887—1889; надстроен и расширен);
- Дом товарищества Невской ниточной мануфактуры Н. М. Половцовой (перестройка). Синопская набережная, 76 (1889—1896);
- Здание Управления казённых железных дорог (надстройка и расширение). Набережная Фонтанки, 117 (1890; совместно с Ф. Ф. Эппингером);
- Здание складов товарищества Невской ниточной мануфактуры Н. М. Половцовой. Улица Красного Текстильщика, 17 (1892, 1898—1899; перестроено);
- Здание правления и склад общества спасения на водах. Садовая улица, 50б (1893—1894)[2]. Часовня (1895; не сохранилась).
- Католическая церковь Св. Казимира. Улица Зои Космодемьянской, 22 (1898; не сохранилась);
- Здание музея Института инженеров путей сообщения. Садовая улица, 50, правая часть (1901—1902);
- Доходный дом. 4-я Красноармейская улица, 6 (1904).

### Другие проекты
- Балтийский вокзал (Гатчина) (1873, 1889, 1890);
- Вокзал в Красном Селе;
- Железнодорожная платформа Мариенбург и ряд других станционных зданий;
- Усадьба С. П. Боткина и церковь[3]. Тарасовское (бывшая мыза Культила);
- Дачи на Карельском перешейке.